# Valpijp

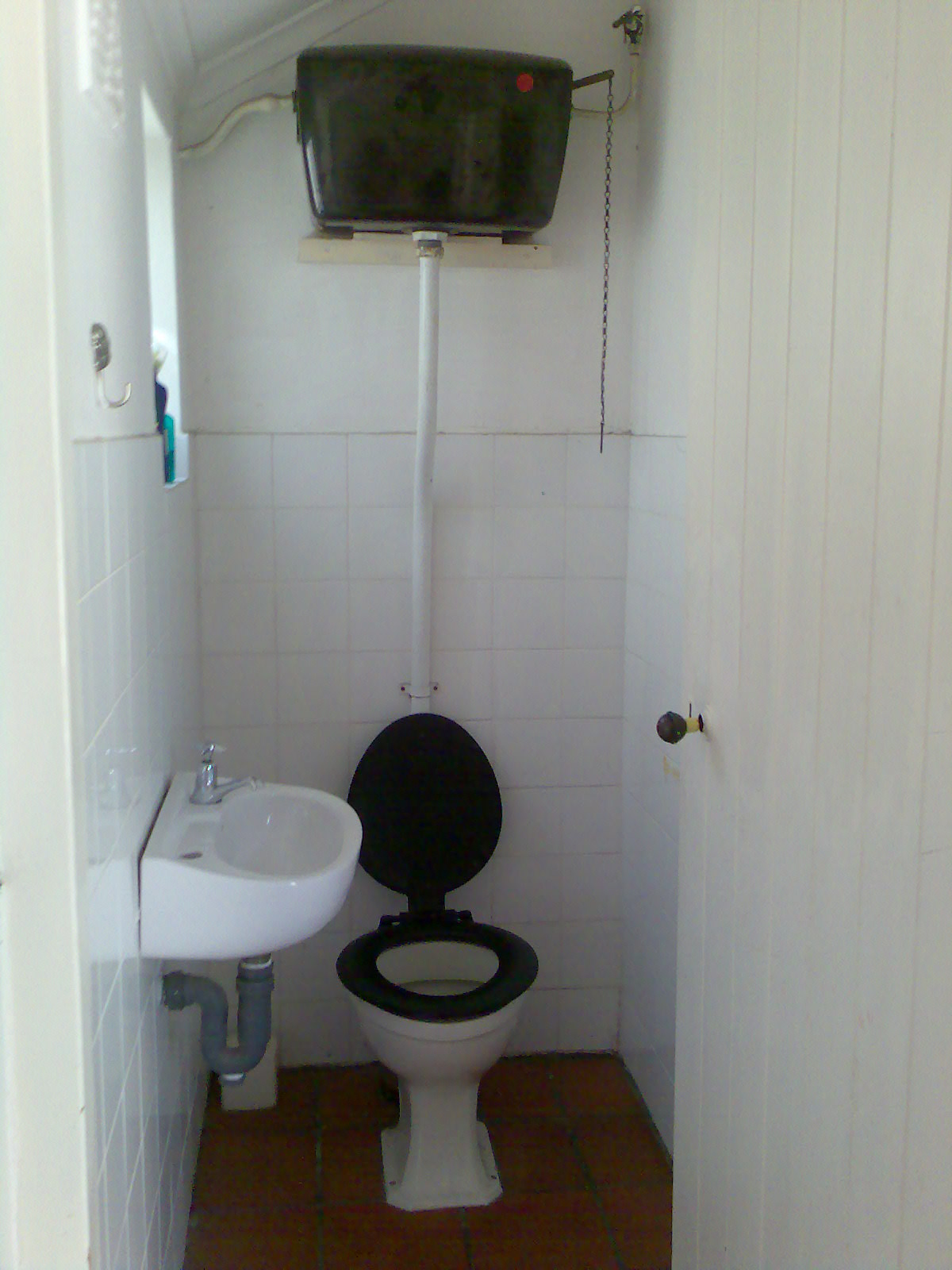
Valpijp tussen stortbak en closetpot in een toilet

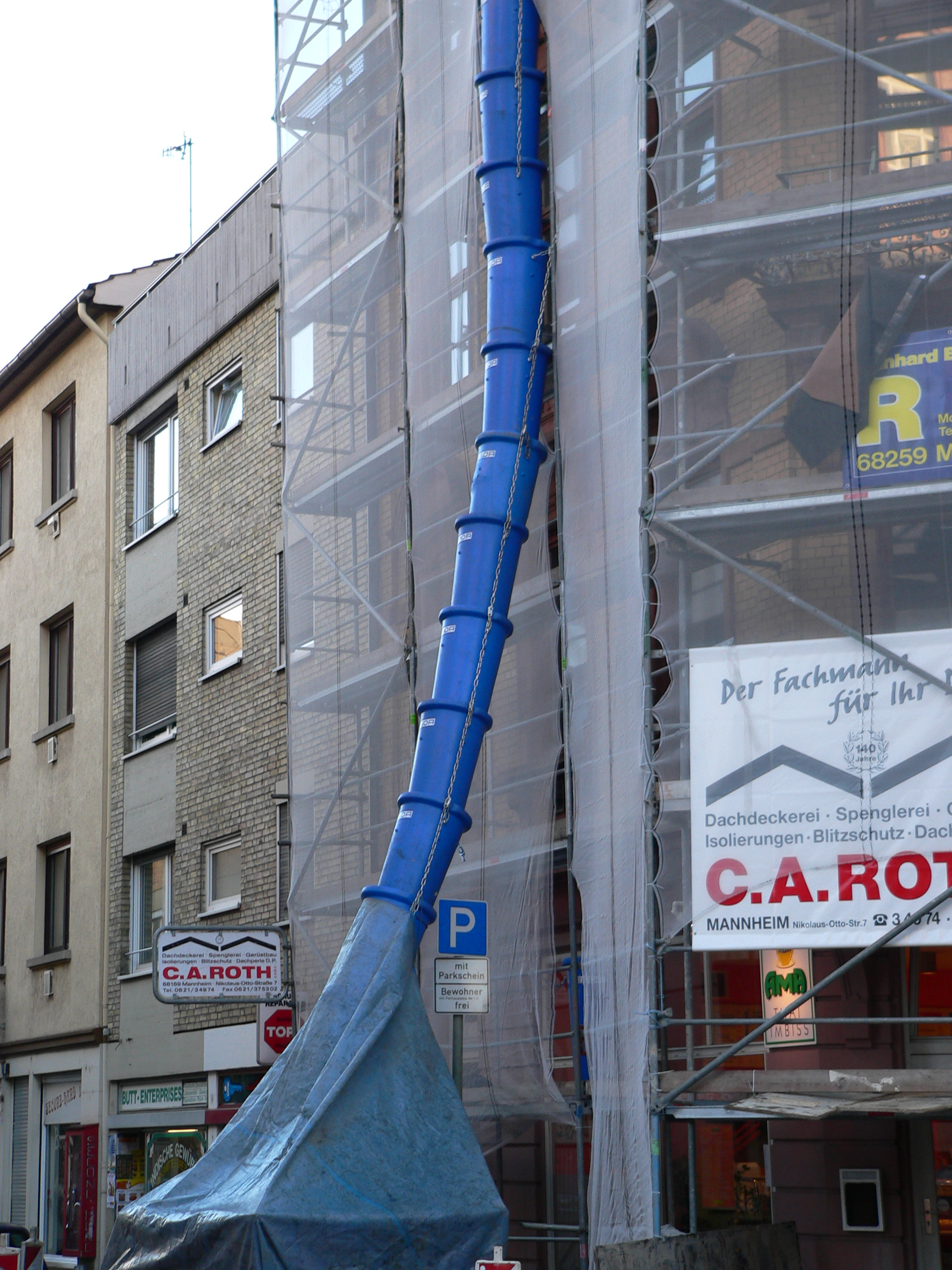
Stortkoker voor puin en bouwafval

Een valpijp is een verticaal of schuin staande buis of pijp om vooral vloeistoffen en stortgoed te verplaatsen met behulp van de zwaartekracht. Behalve voor het eenvoudige doel om stoffen van boven naar beneden te verplaatsen, worden valpijpen ook ingezet om snelheid te geven aan het transportgoed. Deze versnelling speelt een rol bij wc's met hooggeplaatste stortbakken en is van belang bij valpijpen voor stortgoed of geliquificeerde stoffen zoals slurrie en bagger.
Valpijpen worden veelvuldig toegepast, onder andere bij wc-stortbakken, als regenpijp, bij betonstorten, bij stuwdammen en in valpijpschepen.
Bij toiletten en dakgoten zorgt het hoogteverschil ervoor dat de zwaartekracht het water naar beneden verplaatst, zodat geen aandrijfmechaniek nodig is. Hetzelfde geldt voor onder meer stortkokers, bijvoorbeeld in fabrieken en op bouwterreinen. De term stortkoker wordt vooral gebruikt als het om de afvoer van afval gaat.

## Combinatie met andere functionele elementen
Valpijpen en stortkokers worden vaak gecombineerd met elementen zoals trechters, zeven en filters.
Een trechter bovenaan een valpijp vergemakkelijkt het invoeren van stoffen; onderaan kan een trechter de uitlopende stoffen opvangen. Stortkokers voor puin en bouwafval bestaan vaak uit een reeks gekoppelde trechters, zie de afbeelding. Zo'n stortkoker uit losse delen is niet alleen flexibel, maar ook inschuifbaar en gemakkelijk te verplaatsen.
Een zeef of filter in een valpijp kan voorkomen dat de buis verstopt raakt, maar kan ook ingezet worden om het vallende materiaal te sorteren. Een zifterij sorteert gerst of gort en bestaat uit een reeks boven elkaar geplaatste zeven, die vaak verbonden zijn door een valpijp.

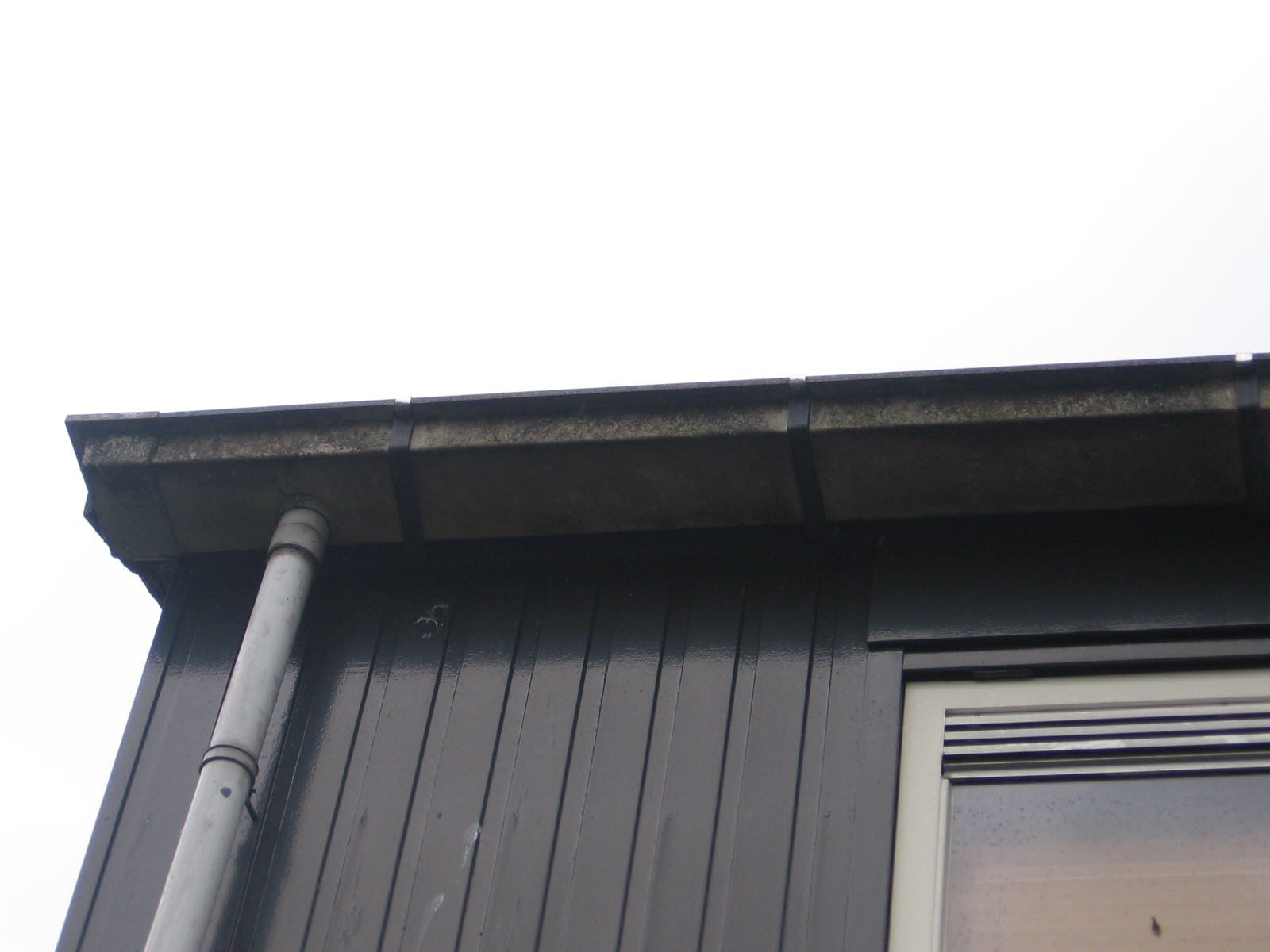
Dakgoot met valpijp voor de afvoer van regenwater

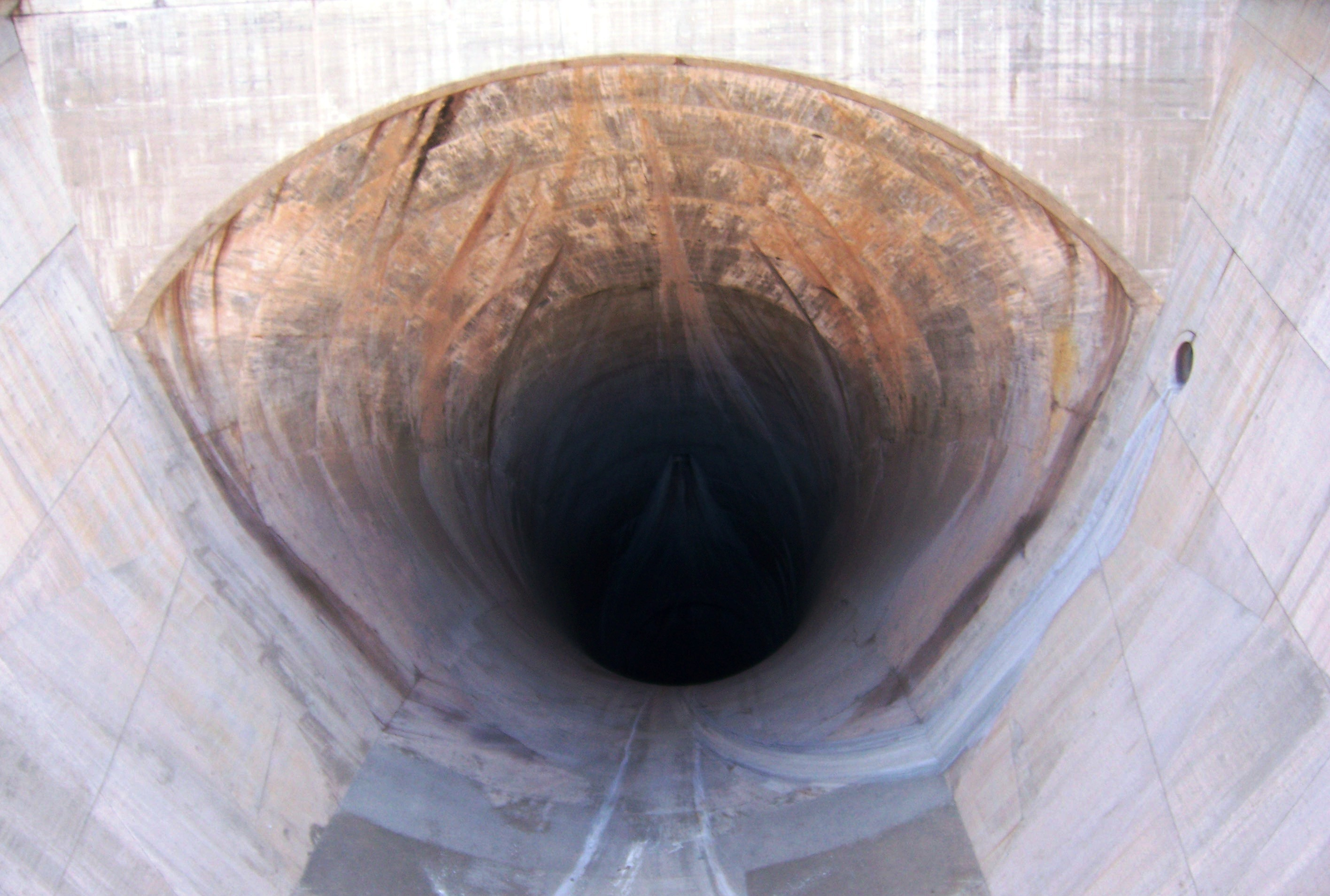
Valpijp in de Hoover Dam, om bij hoogwater het overtollige water af te voeren, zodat dit niet over de stuwdam heen stroomt.

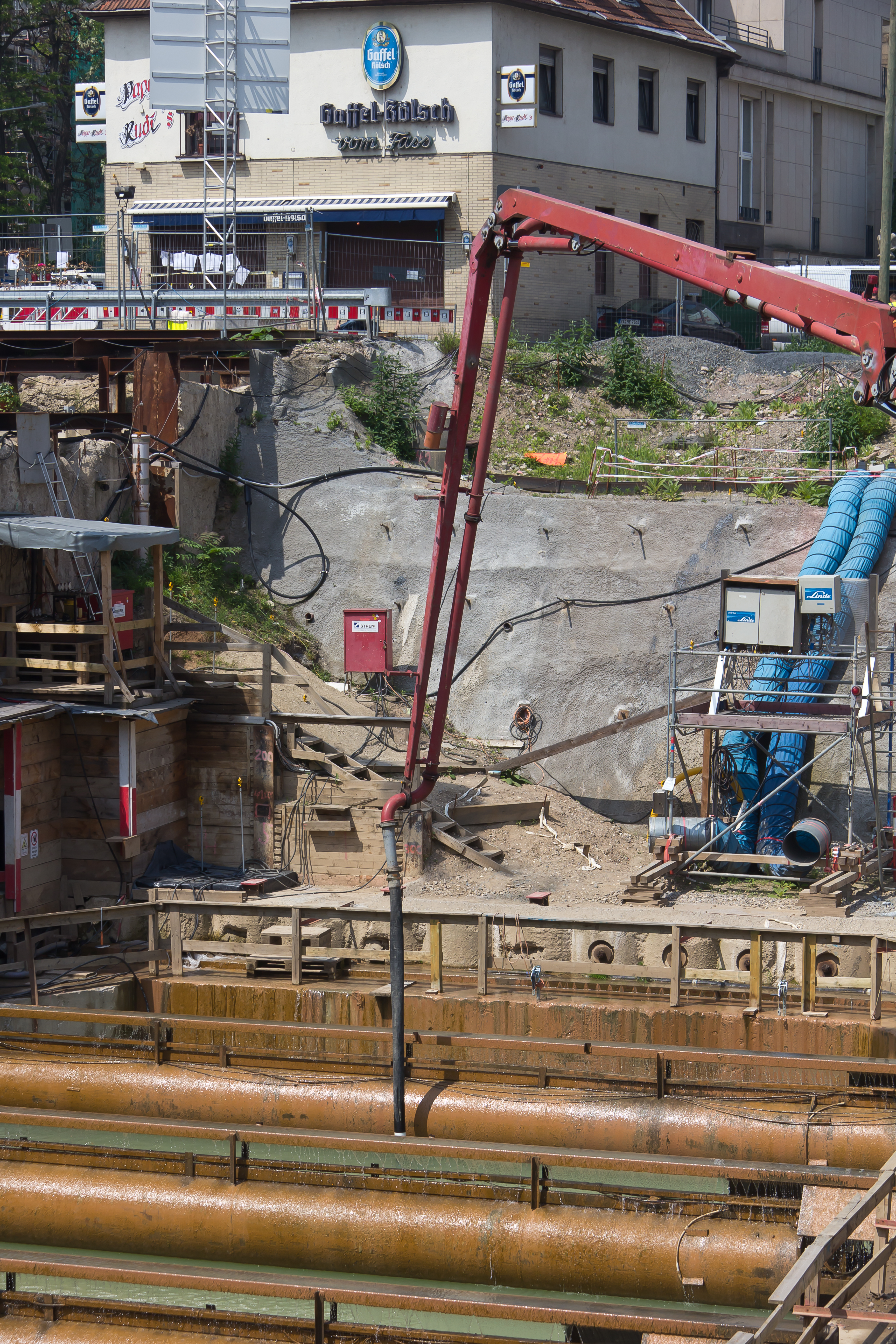
Valpijp bij het storten van beton

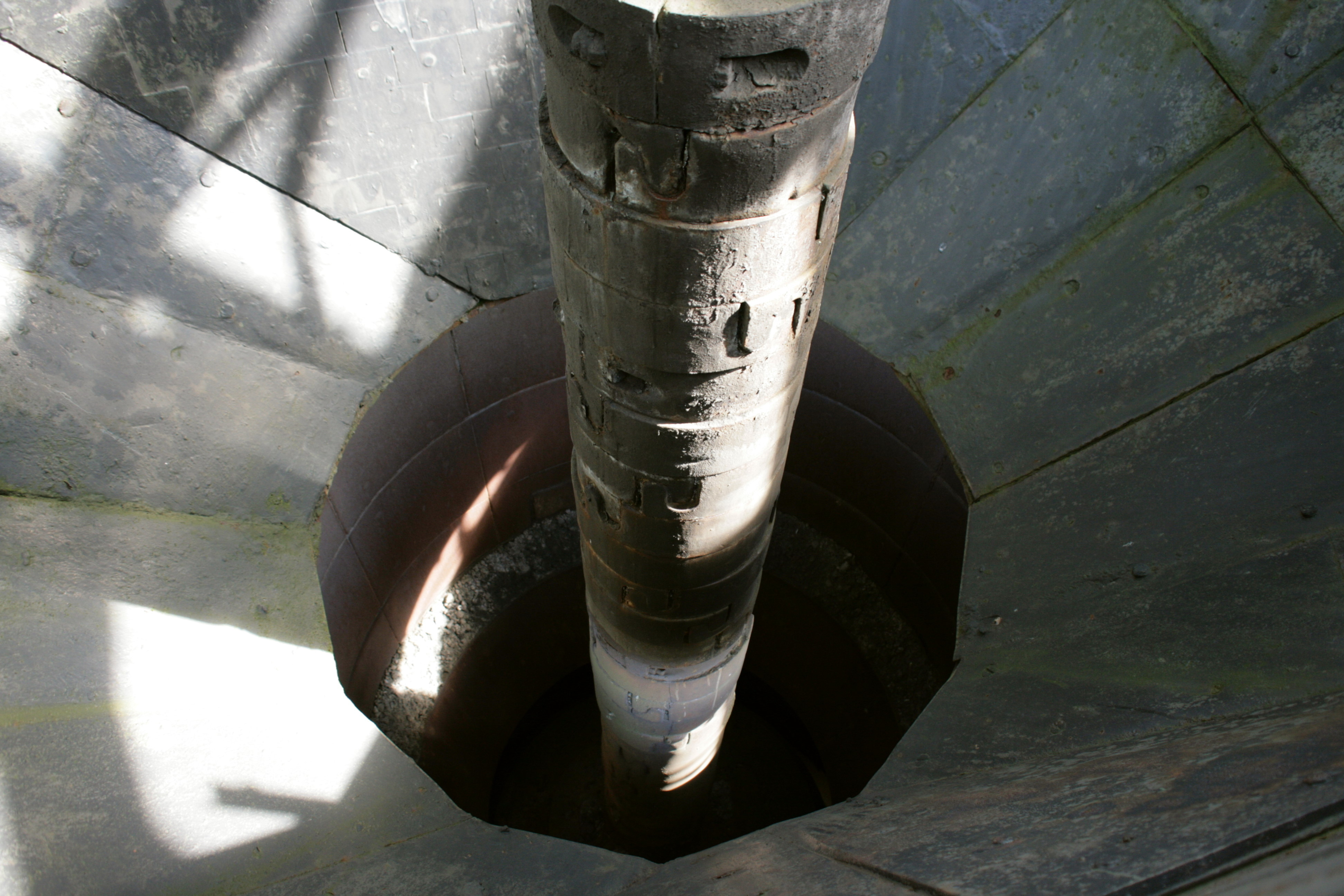
Trechter met valpijp in een hoogoven. De buis in het midden bevat de aandrijving voor een maalwerk dat de brokstukken verkleint, de zwaartekracht een handje helpt en de menging verbetert.